# Miomir Žužul

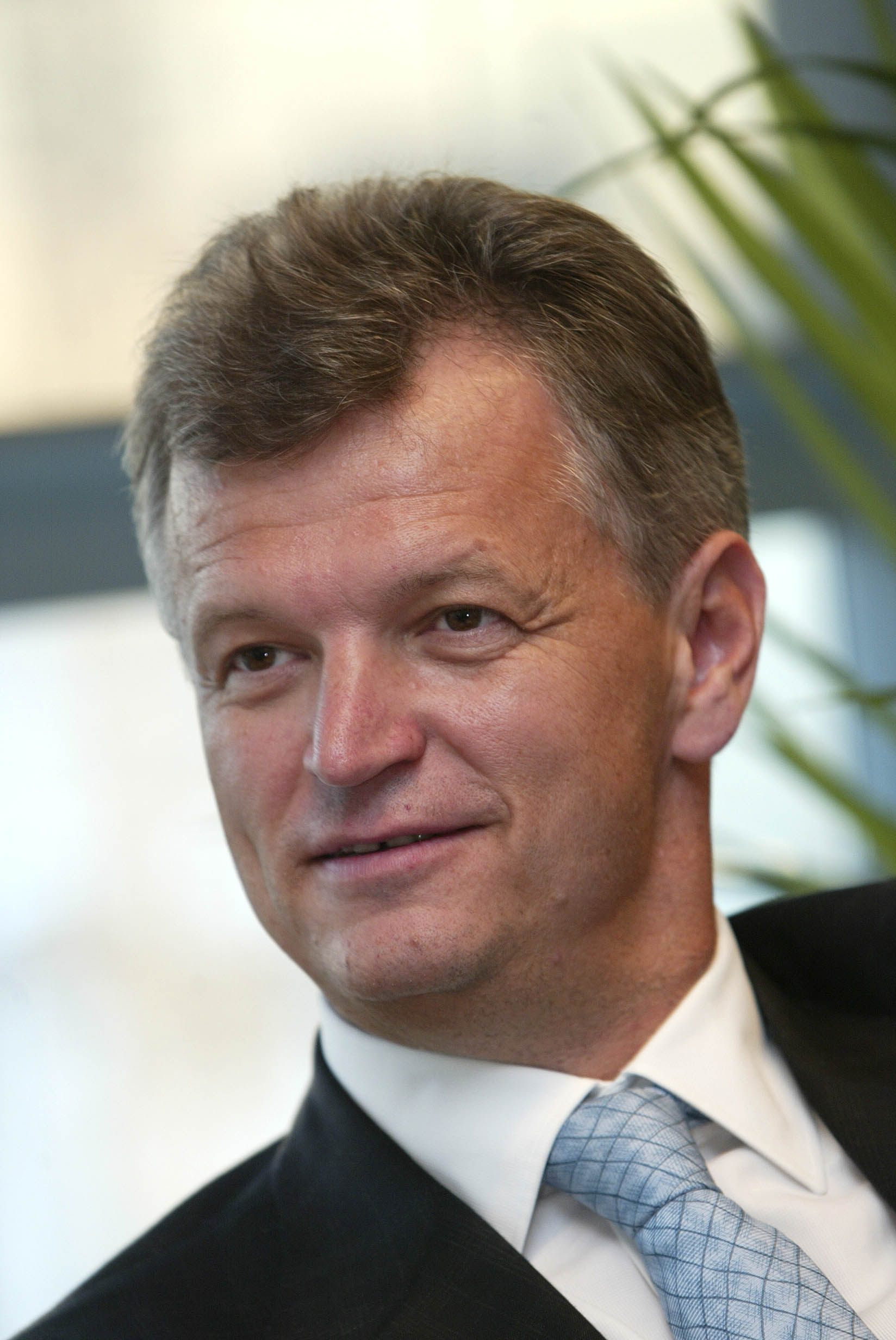
Miomir Žužul (2004)

Miomir Žužul (* 19. Juni 1955 in Split) ist ein kroatischer Politiker und Diplomat.
Žužul erlangte sein Doktorat in Psychologie an der Universität Zagreb und promovierte in Konfliktmanagement an der John F. Kennedy School of Government, einem Zweig der Harvard University.
Žužul war von 1992 bis 1993 Deputierter des Außenministeriums und von 1993 bis 1996 Botschafter bei den Vereinten Nationen. Von 1996 bis 2000 war er Botschafter der Republik Kroatien in den Vereinigten Staaten. Žužul hatte 2003 bis 2005 das Amt des Außenministers inne.
Nach Korruptionsvorwürfen aus der eigenen Partei (HDZ) legte Žužul im Februar 2005 das Amt des Außenministers nieder.
| Personendaten    | Personendaten                        |
| ---------------- | ------------------------------------ |
| NAME             | Žužul, Miomir                        |
| KURZBESCHREIBUNG | kroatischer Politiker, Außenminister |
| GEBURTSDATUM     | 19. Juni 1955                        |
| GEBURTSORT       | Split                                |